# Obelisco a los defensores de la democracia
El obelisco a los defensores de la democracia es un monumento ubicado en el patio de honor del Palacio de Gobierno de Perú. Fue inaugurado en 2009 por el entonces presidente peruano Alan García durante su segundo gobierno. El monumento rinde homenaje a los miembros de las fuerzas del orden fallecidos en la lucha contra el terrorismo durante el conflicto armado interno que vivió el Perú entre 1980 y 2000.
El obelisco se encuentra al lado derecho de la puerta principal del palacio y se asienta sobre una base de concreto. a sus pies posee una llama eterna en honor a los 4357 peruanos identificados como defensores de la democracia.